# شرح و تعلیقه صدرالمتألهین بر الهیات شفا
شرح و تعلیقه صدر المتالهین بر الهیات شفا کتابی از صدرالدین محمد شیرازی (ملاصدرا) است.

## تصحیح
تصحیح این کتاب در سال ۱۳۸۲ منتشر و در مراسم کتاب سال جمهوری اسلامی ایران به‌عنوان کتاب برگزیده معرفی شد.